# Centella callioda
Centella callioda là một loài thực vật có hoa trong họ Hoa tán. Loài này được (Cham. & Schltdl.) Drude mô tả khoa học đầu tiên năm 1897.